# مسجد إبراهيم باشا (رودس)
مسجد إبراهيم باشا (باليونانية: Ιμπραήμ Πασά Τζαμί)، من (بالتركية: İbrahim Paşa Camii): هو مسجد من العصر العثماني في الجزر الإيجية، رودس، اليونان. إنه الأقدم من بين المساجد السبعة داخل المدينة القديمة المسورة في رودس، والوحيد المفتوح للعبادة اليوم، ويخدم المجتمع التركي المسلم في رودس.

## البنيان
بني المسجد داخل مدينة رودس القديمة؛ التي تعود للعصور الوسطى، ويتكون من غرفة مربعة كبيرة لها قبة ذات اثني عشر ضلعًا وقوصرتين متتاليين بطول الجانب الشمالي. في الزاوية الشمالية الغربية من السقف، تقف مئذنة على قاعدة متعددة الأضلاع. يمكن العثور على نافورة ذات ثمانية جوانب في منتصف الفناء بالخارج.
المئذنة أسطوانية ولها شرفة واحدة.